# River EC
Der River Esporte Clube, in der Regel nur kurz River genannt, ist ein Fußballverein aus Boa Vista im brasilianischen Bundesstaat Roraima.

## Erfolge
- Staatsmeisterschaft von Roraima: 1979, 1989, 1994

## Stadion
Der Verein trägt seine Heimspiele im Estádio Flamarion Vasconcelos, auch unter dem Namen Canarinho bekannt, in Boa Vista aus. Das Stadion hat ein Fassungsvermögen von 4556 Personen.